# Aladynka
Aladynka (Lampanyctus pusillus) – gatunek morskiej ryby świetlikokształtnej z rodziny świetlikowatych (Myctophidae).

## Występowanie
Północny Atlantyk od Kanady i USA (po 20° N) na zachód po Wyspy Brytyjskie, Morze Śródziemne i Mauretanię; południowy Atlantyk od Brazylii i Argentyny po Namibię i RPA. Ocean Indyjski między 23 a 45° S. Południowy Pacyfik od Australii po Amerykę Południową (na północ po 24° S) w Prądzie Peruwiańskim.
Żyje na pełnym morzu, w ciągu dnia przebywa na głębokości 425–850 m, w nocy na głębokości 40–125 m.

## Cechy morfologiczne
Osiąga 4,3 cm długości standardowej. Na pierwszej parze łuków skrzelowych 11–13 wyrostków filtracyjnych (3 na górze i 8–10 na dole). W płetwie grzbietowej 11–13 promieni, w płetwie odbytowej 13–15 promieni. W płetwach piersiowych 13–14 promieni.

## Rozród
Dojrzewa płciowo przy długości około 3,6 cm.